# وال (منطقه تابور)
وال (به چکی: Val) یک منطقهٔ مسکونی در جمهوری چک است که در منطقه تابور واقع شده‌است.
 وال ۱۶٫۳۷ کیلومتر مربع مساحت و ۲۲۷ نفر جمعیت دارد و ۴۲۳ متر بالاتر از سطح دریا واقع شده‌است.